# Ernesto Lagos
Ernesto Lagos, född 30 januari 1930, är en friidrottare från Chile. Han deltog vid olympiska sommarspelen 1952.